# Fagerström-Test
Der Fagerström-Test für Tabakabhängigkeit (ursprünglich veröffentlicht als "Fagerström-Test für Nikotinabhängigkeit" FTND; Fagerström Test for Nicotine Dependence) ist ein Verfahren zur Bestimmung der körperlichen Nikotinabhängigkeit von Rauchern. Er präzisiert relevante Suchtkriterien in Frage- und Antwortform.

## Abhängigkeitsstufen
Der Test besteht aus sechs Fragen, die Antworten lassen eine Kategorisierung der Zigarettenabhängigkeit zu. Demzufolge werden folgende Abhängigkeitsstufen unterschieden:
- geringe Abhängigkeit (0 bis 2 Punkte)
- mittlere Abhängigkeit (3 bis 5 Punkte)
- starke Abhängigkeit (6 bis 7 Punkte)
- sehr starke Abhängigkeit (8 bis 10 Punkte)

Es gibt auch alternative Kategorisierungen.

## Abhängigkeitsindikatoren
Nicht zuletzt wegen der schnellen Durchführbarkeit und des direkt ablesbaren Ergebnisses erfreut sich der Fagerström-Test international großer Beliebtheit. Er ist in Behandlungsstudien weit verbreitet und besitzt eine hohe Zuverlässigkeit ebenso wie eine hohe Gültigkeit. Als Indikatoren des Abhängigkeitsgrades haben sich bestimmte Aspekte besonders bewährt:
- frühmorgendliches Rauchen
- mehr als zehn konsumierte Zigaretten täglich
- mehrfache, vergebliche Abstinenzversuche in der Vergangenheit.

## Aussagekraft
Neben der Graduierung der Zigarettenabhängigkeit kann man aus dem Test auch die Chancen für eine erfolgreiche Zigarettenentwöhnung herauslesen. So kann der Test eine gute Prädiktion des kurz- und mittelfristigen Abstinenzerfolges leisten, jedenfalls bei Männern, während für Frauen der Cotininspiegel zu Therapiebeginn den Entwöhnungserfolg bei Therapieende und nach einem Jahr vorhersagt.
Als Vorläufer des Fagerström-Tests gilt das Fagerström Tolerance Questionnaire (FTQ). Ein speziell für Jugendliche entwickelter Test, der Modified Fagerström Tolerance Questionnaire (mFTQ) wurde ebenso publiziert, hat sich aber als nicht repräsentativ erwiesen.

## Umbenennung
Im Jahre 2010 veröffentlichte der Erfinder des Tests, Karl Fagerström, einen Artikel, in dem er die Umbenennung des Fagerströmtest für Nicotinabhängigkeit in Fagerströmtest für Zigarettenabhängigkeit begründete. Er schrieb, dass Nicotin wahrscheinlich nicht als einzige Substanz an der Tabaksucht beteiligt ist, obwohl es die wichtigste Komponente sei. In Anbetracht der neueren Forschungsergebnisse über den Zigarettenrauch schien es an der Zeit, den Test umzubenennen.

## Belege
1. ↑  Todd F. Heatherton, Lynn T. Kozlowski, Richard C. Frecker, Karl-Olov Fagerstrom: The Fagerstrom Test for Nicotine Dependence: a revision of the Fagerstrom Tolerance Questionnaire. In: Addiction. Band 86, Nr. 9, September 1991, ISSN 0965-2140, S. 1119–1127, doi:10.1111/j.1360-0443.1991.tb01879.x (wiley.com [abgerufen am 16. Februar 2021]).
2. ↑  Breslau, Johnson (2000): Personen mit Punktwert von vier oder mehr Punkten gelten als deutlich abhängig.
3. ↑  Retest-Reliabilität des Fragebogens liegt bei r = 0,88.
4. ↑  Innere Konsistenz bei r = 0,61.
5. ↑  S. Bleich, U. Havemann-Reinecke und J. Kornhuber - FTNA Fagerström-Test für Nikotinabhängigkeit.
6. ↑  Vgl. Studie von Cohen, Myers und Kelly (2002).
7. ↑  Determinants of Tobacco Use and Renaming the FTND to the Fagerström Test for Cigarette Dependence, oxfordjournals.org, abgerufen am 28. Juli 2013.